# HD20873
GSC1809-1348 є подвійною зорею, що знаходиться  у сузір'ї Овен.
Ця подвійна система має видиму зоряну величину в смузі V приблизно 8,5.
Вона розташована на відстані близько 736,2 світлових років від Сонця.

## Подвійна зоря
Головна зоря цієї системи належить до хімічно пекулярних зір й має спектральний клас A3.
Інша компонента має  спектральний клас A8.